# Eva Högl

Eva Högl, 2020

Eva Alexandra Ingrid Irmgard Anna Högl, geb. Kampmeyer (* 6. Januar 1969 in Osnabrück) ist eine deutsche Politikerin (SPD). Sie war von 2020 bis 2025 Wehrbeauftragte des Deutschen Bundestages. Zuvor war sie von 2009 bis 2020 Mitglied des Deutschen Bundestages und dort ab 2013 eine der stellvertretenden Vorsitzenden der SPD-Bundestagsfraktion.

## Herkunft, Beruf und Privates
Högl wuchs im Bad Zwischenahner Ortsteil Ofen auf und machte im Jahr 1988 ihr Abitur am Gymnasium Bad Zwischenahn-Edewecht. Sie absolvierte ein Jura-Studium und war wissenschaftliche Mitarbeiterin an der Universität Osnabrück. Im Jahre 1997 promovierte sie über europäisches Arbeits- und Sozialrecht. Nach ihrem Referendariat am Oberlandesgericht Oldenburg und dem zweiten juristischen Staatsexamen arbeitete sie in den Jahren 1999 bis 2009 im Bundesministerium für Arbeit und Soziales, ab 2006 als Leiterin des Referates für europäische Beschäftigungs- und Sozialpolitik.
Högl ist, laut Selbstauskunft gegenüber dem Bundestag, evangelisch und verheiratet. Sie wohnt im Sprengelkiez in Berlin-Wedding in einem von ihr und ihrem Mann, dem Architekten Jörg Högl, verwirklichten Bauprojekt.

## Politische Laufbahn

### Partei
Högl trat im Jahr 1987 der SPD bei. Als Vertreterin des reformsozialistischen Juso-Flügels war sie von 1991 bis 1995 stellvertretende Bundesvorsitzende der SPD-Jugendorganisation. Sie war in den Jahren 1997 bis 2001, 2009 bis 2011 und 2017 bis 2019 Mitglied des SPD-Parteivorstands.
Im niedersächsischen Landtagswahlkampf 2008 gehörte sie dem Kompetenzteam des sozialdemokratischen Ministerpräsidenten-Kandidaten Wolfgang Jüttner als „Schattenministerin“ für Regionalentwicklung und Europa an.
Von 2007 bis 2020 war sie Mitglied des Vorstands der SPD Berlin. Von 2007 bis 2018 war sie Berliner Landesvorsitzende der Arbeitsgemeinschaft sozialdemokratischer Frauen und von 2018 bis 2020 Vorsitzende des Kreisverbands Berlin-Mitte. Sie war von 2009 bis 2015 Sprecherin des Netzwerks Berlin, eines Zusammenschlusses von pragmatisch orientierten Bundestagsabgeordneten der SPD.

### Abgeordnete
Högl war ab dem 12. Januar 2009 Mitglied des Deutschen Bundestages. Sie rückte zunächst über die Landesliste der Berliner SPD für Ditmar Staffelt nach, der sein Mandat abgab. Högl trat bei der Bundestagswahl 2009 erstmals als Direktkandidatin im fast durchgängig von der SPD gehaltenen Berliner Wahlkreis Mitte an und gewann den zwischen vier Parteien hart umkämpften Wahlkreis mit 26,0 Prozent der Erststimmen. Dies war das niedrigste Erststimmenergebnis für den Gewinn eines Direktmandats seit der Bundestagswahl 1953.
Im 17. Deutschen Bundestag (2009 bis 2013) war Högl ordentliches Mitglied des Rechtsausschusses, des Unterausschusses Europarecht, des Ausschusses für die Angelegenheiten der Europäischen Union sowie stellvertretendes Mitglied des Ausschusses für Arbeit und Soziales.
Bei der Bundestagswahl 2013 gewann sie erneut den Wahlkreis Berlin-Mitte mit einem Erststimmenergebnis von 28,2 Prozent. Zugleich war sie Spitzenkandidatin der Berliner SPD. Seitdem war Högl stellvertretendes Mitglied im Sportausschuss.
Am 4. Dezember 2017 wurde Högl nach 2013 erneut zur stellvertretenden Fraktionsvorsitzenden der SPD-Bundestagsfraktion gewählt. In dieser Funktion war sie für die Themengebiete Inneres, Recht und Verbraucherschutz, Sport sowie Kultur und Medien zuständig.
Högl war Vorsitzende des im Juli 2014 konstituierten Untersuchungsausschusses zur Edathy-Affäre. Sie mache im Untersuchungsausschuss „nicht immer den Eindruck, die Sache restlos unabhängig aufklären zu wollen“, schrieb Christoph Hickmann im Februar 2015.
Bei der Bundestagswahl 2017 wurde sie erneut – mit 23,5 Prozent der Erststimmen (dem niedrigsten Erststimmen-Prozentsatz aller direkt gewählten Abgeordneten bundesweit) – in den 19. Deutschen Bundestag gewählt. Am 7. November 2019 wählte das Plenum des Deutschen Bundestages Högl als Nachfolgerin von Burkhard Lischka in das Parlamentarische Kontrollgremium (PKGr).

### Wehrbeauftragte
Am 29. April 2020 wurde Högl von der SPD für den Posten der Wehrbeauftragten des Deutschen Bundestages nominiert und am 7. Mai 2020 wählte sie der Deutsche Bundestag mit 389 von 656 Stimmen. Ihre Nominierung wurde kritisiert, weil sie sich in ihrer politischen Laufbahn kaum mit der Bundeswehr befasst hatte. Ihr Vorgänger Hans-Peter Bartels, der an einer weiteren Amtszeit interessiert war, übte Kritik an seiner Ablösung durch Högl.
Mit ihrem Amtsantritt als Wehrbeauftragte schied sie aus dem Bundestag aus. Johannes Kahrs, der ebenfalls Ambitionen auf den Posten hatte, legte am 5. Mai 2020 wegen der Entscheidung für Högl alle Ämter und Mandate nieder. 2025 wurde Högl nicht zur Wiederwahl nominiert. Am 21. Mai 2025 wurde Henning Otte zum Wehrbeauftragten gewählt.

## Politische Positionen

### Europapolitik
Högls inhaltlicher Schwerpunkt liegt seit dem Studium, verstärkt durch die berufliche Erfahrung in der Ministerialverwaltung, in der Europapolitik. Aufsehen erregte ihre abweichende Haltung zur Griechenlandhilfe am 7. Mai 2010. Gemeinsam mit Hans-Ulrich Klose, Michael Roth und Angelica Schwall-Düren stimmte sie für das „Rettungspaket“, während sich ihre Fraktion enthielt.

### Ausländerpolitik
Högl tritt für eine Einführung des kommunalen Wahlrechts für seit 40 Jahren in Deutschland wohnhafte Türken ohne deutsche Staatsangehörigkeit ein.

### NSU-Untersuchungsausschuss
Im ersten Bundestags-Untersuchungsausschuss zur Terrorgruppe NSU, der auf Antrag der Abgeordneten aller fünf Fraktionen am 26. Januar 2012 im Deutschen Bundestag eingesetzt wurde, war Högl Sprecherin der SPD-Bundestagsfraktion und leitete die Fraktionsarbeitsgruppe. In dieser Funktion wirkte sie daran mit, die Hintergründe der Taten der rechtsextremen Terrorgruppe Nationalsozialistischer Untergrund (NSU) und der Ermittlungen der Sicherheitsbehörden zu untersuchen sowie Schlussfolgerungen und Empfehlungen für Struktur, Zusammenarbeit und Befugnisse der Sicherheitsbehörden und für eine Bekämpfung des Rechtsextremismus zu erarbeiten. Im zweiten NSU-Ausschuss des 18. Bundestages (2015 bis 2017) war Högl stellvertretendes Mitglied.

### Prostitutionspolitik
In der Prostitutionspolitik tritt Eva Högl für eine Bestrafung von Freiern ein, wenn sie Zwangsprostituierte aufsuchen. Dazu will sie, dass „beide Menschenhandelsparagrafen“ und der „Vergewaltigungsparagraf“ völlig überarbeitet und so „auch das Ausnutzen von Prostituierten, die sich in einer Zwangslage befinden“, unter Strafe gestellt werden. Freier sollen künftig insbesondere wegen Beihilfe zum Menschenhandel belangt werden können. Aufgrund der bisherigen geringen Zahl von Verurteilungen soll dazu der Straftatbestand des Menschenhandels (§§ 232 ff. StGB) ausgeweitet werden. Muss bisher gemäß § 233 StGB dem Täter die Ausnutzung bestimmter Umstände zur Ausbeutung bewiesen werden (subjektive Zwangslage), so sollen zukünftig Täter schon dann bestraft werden, wenn sie die Voraussetzungen für die Ausbeutung schaffen. Kern der bevorstehenden Umdeutung von „Zwang“ im Zusammenhang von „Menschenhandel“ ist dabei der Verzicht auf die bislang geltende „subjektive Ausgestaltung“ dieses Straftatbestands. War bisher die Willensbeeinflussung unter Ausnutzung einer Zwangslage entscheidend, soll nach Vorbild der niedersächsischen Bundesratsinitiative zur nationalen Umsetzung der europäischen Menschenhandelsrichtlinie in Zukunft auch „schlechte soziale Verhältnisse im Heimatland“ für sich genommen bereits als „Zwangslage“ gelten, deren „Ausnutzung“ dann strafwürdig wäre.

### Abtreibung
Högl tritt für eine Streichung des Werbeverbots für Abtreibungen (Paragrafen 219a StGB) ein, damit es „Ärztinnen und Ärzten ermöglicht [werde], objektiv über Schwangerschaftsabbrüche zu informieren“. Ein im Zusammenhang mit dieser Debatte von ihr veröffentlichter Tweet, in dem sie Vertreter der Lebensrechtsbewegung in der CDU als „widerlich“ bezeichnete, sorgte für Empörung in der Union. Högl löschte später die Nachricht und entschuldigte sich.

### Verteidigungspolitik
Im Zuge von Enthüllungen von Rechtsextremisten im Kommando Spezialkräfte schlug Eva Högl vor, zur Bekämpfung des Rechtsextremismus in der Truppe die Wehrpflicht wieder einzuführen. Sie nannte in diesem Zusammenhang die Aussetzung der Wehrpflicht einen „Riesenfehler“. Ihr Vorschlag stieß auf breite Kritik, auch aus ihrer eigenen Partei. 2021 plädierte E. Högl für die „Drohnen-Bewaffnung mit der Argumentation, dass es hierbei um den Schutz der Bundeswehr-Soldaten ginge“; in diesem Zusammenhang bezeichnete „sie sich als Pazifistin“. Im Januar 2023 sagte Högl vor dem Hintergrund der Missstände in der Bundeswehr, dass sie von Experten sowie aus der Truppe erklärt bekommen habe, dass 300 Milliarden Euro nötig wären, um bei der Verteidigung Deutschlands signifikant etwas zu verändern. Ihr „scheint dies nicht aus der Luft gegriffen zu sein.“

## Kontroversen
Als der damalige SPD-Kanzlerkandidat Martin Schulz bei einer Pressekonferenz seine Trauer über den Terroranschlag in Barcelona am 17. August 2017 ausdrückte, war Högl im Hintergrund zu sehen, wie sie lachend gestikulierte und einem Parteikollegen zuwinkte, bevor sie nach ein paar Sekunden ernst wurde. Nach Kritik entschuldigte Högl sich im Bundestag und in einer schriftlichen Stellungnahme. Sie habe nicht hören können, was Schulz gesagt habe, und durch ihr Winken Andreas Geisel nach vorne holen wollen. Högl bedauerte das falsche Bild, das so entstanden sei.

## Mitgliedschaften und Ehrenämter
Högl ist Mitglied bei der Gewerkschaft ver.di, Pro Asyl, AWO, Deutscher Juristinnenbund e. V., DAFG – Deutsch-Arabische Freundschaftsgesellschaft e. V. (Vorstandsmitglied), Deutsch-Britische Gesellschaft, Europa-Union Deutschland e. V., Transparency International e. V., Marie-Schlei-Verein, evangelisch-lutherische Kirche, Kunstverein Haus am Lützowplatz, Förderverein Willy-Brandt-Zentrum Jerusalem, Lebenshilfe e. V., Gegen Vergessen für Demokratie e. V., Schlichtungsstelle der Rechtsanwaltschaft (Beirat), Deutsche Vereinigung für Parlamentsfragen e. V. (Vorstand) und Berliner Ratschlag für Demokratie. Zudem ist sie Mitglied des Vorstands bei dem Präventionsnetzwerk Kein Täter werden.